# Bosszúállók (film, 1998)
A Bosszúállók (eredeti címén The Avengers) 1998-as amerikai akciófilm, melyet Jeremiah Chechik rendezett, a The Avengers című brit televíziós sorozat filmes adaptációjaként.
A film főszereplője Ralph Fiennes, Uma Thurman és Sean Connery. Patrick Macnee, az eredeti sorozat főszereplője cameoszerepben a hangját kölcsönzi a filmben. A történet szerint az őrült tudós Sir August de Wynter (Connery) uralma alá vonja az időjárást, és bibliai méretű felhőszakadásokkal, elviselhetetlen kánikulával vagy dermesztő hideggel teszi próbára az emberiség tűrőképességét a világuralom megszerzése érdekében. A brit udvar nem nézi ezt a gazságot tétlenül és legjobb embereit küldi harcba az őrült időmanipulátor ellen.
A film megbukott a jegypénztáraknál, 60 millió dolláros költség mellett csupán 48 millió dolláros bevételt szerzett. A kritikusok is egyhangúlag negatívan ítélték meg a filmet, melyet a valaha elkészített legrosszabb filmek közé soroltak.

## Szereplők
| Színész        | Szerep                                          | Magyar hang        |
| -------------- | ----------------------------------------------- | ------------------ |
| Ralph Fiennes  | John Steed, brit ügynök                         | László Zsolt       |
| Uma Thurman    | Emma Peel, tudós és brit ügynök                 | Für Anikó          |
| Sean Connery   | Sir August De Wynter, őrült tudós és terrorista | Bitskey Tibor      |
| Jim Broadbent  | Anya, minisztérium igazgatója                   | Rajhona Ádám       |
| Fiona Shaw     | Apa, minisztérium igazgatóhelyettese            | Menszátor Magdolna |
| Eddie Izzard   | Bailey, Sir August csatlósa                     | N/A                |
| Eileen Atkins  | Alice, ügynök                                   | Nagy Anna          |
| Carmen Ejogo   | Brenda, ügynök                                  | N/A                |
| John Wood      | Trubshaw, Steed szabója                         | N/A                |
| Keeley Hawes   | Tamara, Sir August ügynöke                      | N/A                |
| Patrick Macnee | Láthatatlan Jones (csak hang)                   | Rudas István       |